# Chrysalis (Man on Fire)
Chrysalis is het vierde studioalbum van de Amerikaanse progressieve-rockband Man on Fire. Het album verscheen in 2011.

## Productie
Na hun derde album Habitat (2005) richtten songwriter Steve Carroll en zanger-toetsenist Jeff Hodges hun eigen label 10t Records op. Hodges was tevens druk met zijn nieuwe geluidsstudio Charleston Sound, gevestigd in Charleston (South Carolina). Ook produceerde hij albums voor onder andere Fromuz en Band of Horses. Hierdoor duurde het tot september 2011 voor Chrysalis verscheen. Het album werd uitgebracht op het eigen platenlabel.
Het in vier delen opgedeelde nummer 'Gravity' komt tweemaal voor op het album, eerst met zang en vervolgens - als één nummer - instrumentaal.

## Ontvangst
Dick van der Heijden van ProgWereld plaatste het album in de hoek van jaren 80-popmuziek met moderne progressieve rock. Hij vergeleek de sound met die van enerzijds Japan en Talk Talk en anderzijds Spock's Beard en Porcupine Tree. Het album kreeg van hem het predicaat "expressieve boel" met "hartstocht". Andreas Schiffmann van Musikreviews.de noemde het album een nieuwe thuishaven voor degenen die treuren om het verlies van Talk Talk (opgeheven in 1991) en Dali's Car (één album uitgebracht in 1984) en die de wereldmuziek van Peter Gabriel beu zijn. Éric Piettre van Music in Belgium maakte een vergelijking met Peter Gabriel, Rush, Japan en Red Hot Chili Peppers.
Daarentegen is Chrysalis volgens Cor Smeets van Background Magazine vrij van expliciete invloeden en zijn er geen conventies en clichés te horen.

## Muziek
Alle muziek is geschreven door Hodges. De teksten zijn van Carroll, behalve Tear gas en Gravity dat is geschreven door Hodges en Carroll.

| Nr. | Titel                                                                                  | Duur  |
| --- | -------------------------------------------------------------------------------------- | ----- |
| 1.  | Repeat it                                                                              | 4:33  |
| 2.  | In a sense                                                                             | 5:24  |
| 3.  | A (post-apocalytic) bedtime story                                                      | 5:07  |
| 4.  | Chrysalis (1. In between the lines 2. The Pundits 3. The muse returns 4. Free to fall) | 10:49 |
| 5.  | The projectionist                                                                      | 4:40  |
| 6.  | Tear gas                                                                               | 4:46  |
| 7.  | Higher than mountains                                                                  | 4:19  |
| 8.  | Gravity                                                                                | 10:12 |
| 9.  | Gravity (instrumentaal)                                                                | 10:02 |

## Bezetting
- Jeff Hodges – zang, toetsinstrumenten, samples, percussie
- Eric Sands – basgitaar, gitaar
- Elise Testone – zang
- Quentin Ravenell – slagwerk
- Cameron Harder Handel – trompet
- Jenny Hugh – viool
- Steve Carroll – teksten

Met:
- Keith Bruce – gitaar op Repeat it en The projectionist
- Oliver Caminos: gitaar op In a sense en A (post-apocalyptic) bedtime story
- Alexandra Hodges – zang op The projectionist
- Tom Hodgson – gitaar op In a sense, Gravity
- Vitaly Popeloff: gitaar op Repeat it, Chrysalis part one, part two
- Dan Wright – gitaar op Chrysalis part four , Tear gas